# Ida Bailey Allen

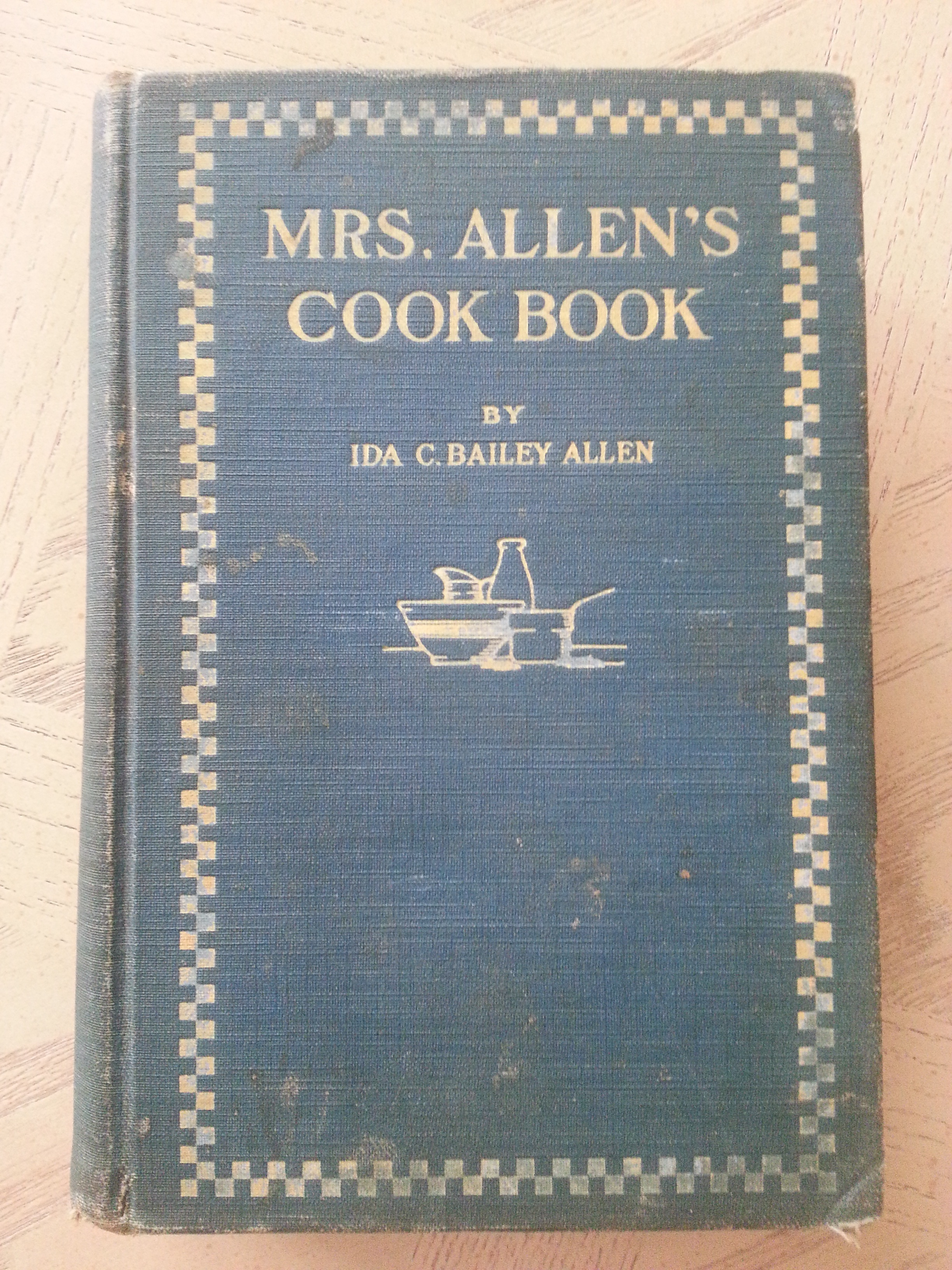
"Libro de recetas de la señora Allen", 1917, uno de los muchos recetarios escritos por Allen

Ida Cogswell Bailey Allen (Danielson, 30 de enero de 1885-Norwalk, 16 de julio de 1973) fue una chef y escritora estadounidense conocida popularmente como "El ama de casa de la nación". Fue autora de más de 50 libros de cocina. 

## Trayectoria
En 1924, Ida Allen fue redactora gastronómica del dominical New York American. Descrita como "La diosa doméstica original" por los expertos en libros de cocina antiguos Patricia Edwards y Peter Peckham.
En 1928  ya presentaba un programa de radio diurno, que se amplió a dos horas al año siguiente. No sólo actuaba en el programa, sino que también producía y vendía su propia publicidad, convirtiéndose así en  pionera en vender anuncios publicitarios en lugar de que una sola empresa patrocinara el programa. Programa que finalizó en 1932, momento en el que comenzó un programa de cocina sindicado en el Columbia Broadcasting System. Se convirtió en la primera presentadora de comida de la televisión en Mrs. Allen and the Chef.
Fue editora de Good Housekeeping, escribiendo la columna "Tres Comidas al día" así como editora de economía doméstica de Pictorial Review y Woman's World. Fue presidenta y fundadora del National Radio Home-Makers Club. Durante la Segunda Guerra Mundial, Allen fue reclutada por el administrador de alimentos de los Estados Unidos como conferenciante.
Cuando vivía en el número 400 de la avenida Madison de Nueva York,  los visitantes podían ver los últimos avances en materia de cocina doméstica y observar cómo su personal elaboraba y probaba nuevas recetas de cocina. En 1932, el libro promocional que escribió para Coca-Cola, When you entertain, fue tan popular que se vendieron 375,000 copias en menos de seis meses.
Ida Cogswell Bailey Allen murió el 16 de julio de 1973 en Norwalk, Connecticut.

## Publicaciones destacadas
Esto es una lista parcial de sus trabajo publicados:
- Mrs. Allen's Cookbook. Small, Maynard and Company. 1917.Pequeño, Maynard y Compañía. 1917.
- Para La Novia - Pistas Útiles Sugerencias Prácticas y Registros Valiosos. Reuben Donnelley Corp., Chicago 1922 & 1923.
- Socios de casa, o, Viendo la Familia A través de, En privado Imprimido, 1924
- Cooking Menu Service. Garden City Publishing. 1924.
- The Modern Method of Preparing Delightful Foods. Corn Products Refining Company. 1927.
- Vuestras Comidas y Te, PF Collier & Hijo, 1929
- Service Cook Book #1. 1933.
- Ida Bailey Allen's Modern Cook Book 2500 Delicious Receipes. Garden City Publishing Co. 1932.
- When You Entertain – What To Do and How. Coca-Cola. 1932.
- The Service Cook Book No. 2. Educational Publishing Corp. for F. W. Woolworth Co. 1935.
- Money-Saving Cook Book; Eating for Victory. Nelson Doubleday. 1942.
- Pressure Cooking. Garden City Books. 1949.
- Ida Bailey Allen's Step By Step Picture Cook Book. Grosset and Dunlap. 1952.
- Gastronomique: Un recetario para gourmets, 1962
- Best Loved Recipes of the American People, 1973